# محطة محولات قنا الجديدة
محطة محولات قنا الجديدة هي هي محطة تحويل تيار معزولة بالغاز، تقع في قنا الجديدة في محافظة قنا.

## المواصفات
المحطة تم الانتهاء منها بتكلفة 132 مليون جنيه بسعة (٢*٤٠ م.ف.أ) جهد ٦٦/٢٢ ك – ف، قابلة للتوسع بمحول ثالث مماثل لخدمة مناطق الصعيد.

## أنظر أيضاً
- محطة محولات شرق سوهاج